# Kostomlaty nad Labem
Kostomlaty nad Labem jsou obec v okrese Nymburk ve Středočeském kraji. Leží asi sedm kilometrů západně od Nymburka. Jsou součástí Mikroregionu Nymbursko. Žije zde přibližně 1 900 obyvatel a jejich katastrální území má rozlohu 1805 hektarů.

## Historie
První písemná zmínka o obci pochází z roku 1223 ve spojitosti se Sezemou z Kostomlat.
V obci Kostomlaty u Nymburka (857 obyvatel, poštovní úřad, telegrafní úřad, četnická stanice, katol. kostel) byly v roce 1932 evidovány tyto živnosti a obchody: družstvo Lidový dům, lékař, biograf Sokol, 2 cihelna, obchod s cukrovinkami, galanterie, 2 holiči, 3 hostince, klempíř, 2 koláři, 2 konsumy, malíř pokojů, 3 obuvníci, 2 pekaři, pískovna, obchod s lahvovým pivem, 3 řezníci, 3 obchody se smíšeným zbožím, spořitelní a záložní spolek pro Kostomlaty, obchod se střižním zbožím, 2 školky, 2 šrotovníky, 3 trafiky, 3 truhláři, obchod s uhlím, zahradník, zámečník, zednický mistr.
V obci Hronětice (přísl. Vápensko, 546 obyvatel, samostatná obec se později stala součástí Kostomlatů nad Labem) byly v roce 1932 evidovány tyto živnosti a obchody: 2 hostince, kovář, krejčí, mlýn, 2 obuvníci, pekař, rolník, řezník, sadař, 3 obchody se smíšeným zbožím, spořitelní a záložní spolek pro Hronětice a Lány, 2 trafiky, truhlář, velkostatek Ferdinand Kinský, velkostatek Rosicko-pardubická rafinerie cukru.
V obci Lány (přísl. Rozkoš, 406 obyvatel, samostatná obec se později stala součástí Kostomlatů nad Labem) byly v roce 1932 evidovány tyto živnosti a obchody: 2 hostince, kovář, mlýn, obuvník, pletárna, 2  obchody se smíšeným zbožím, 2 trafiky.

## Obyvatelstvo
| Rok            | 1869  | 1880  | 1890  | 1900  | 1910  | 1921  | 1930  | 1950  | 1961  | 1970  | 1980  | 1991  | 2001  | 2011  | 2021  |
| -------------- | ----- | ----- | ----- | ----- | ----- | ----- | ----- | ----- | ----- | ----- | ----- | ----- | ----- | ----- | ----- |
| Počet obyvatel | 1 593 | 1 812 | 1 913 | 1 781 | 1 718 | 1 906 | 2 040 | 1 912 | 1 857 | 1 764 | 1 702 | 1 629 | 1 633 | 1 785 | 1 858 |
| Počet domů     | 217   | 232   | 238   | 248   | 287   | 327   | 435   | 527   | 509   | 513   | 504   | 580   | 611   | 676   | 702   |

## Obecní správa

### Územněsprávní začlenění
Dějiny územněsprávního začleňování zahrnují období od roku 1850 do současnosti. V chronologickém přehledu je uvedena územně administrativní příslušnost obce v roce, kdy ke změně došlo:
- 1850 země česká, kraj Jičín, politický i soudní okres Nymburk[9]
- 1855 země česká, kraj Mladá Boleslav, soudní okres Nymburk
- 1868 země česká, politický okres Poděbrady, soudní okres Nymburk
- 1936 země česká, politický i soudní okres Nymburk[10]
- 1939 země česká, Oberlandrat Kolín, politický i soudní okres Nymburk[11]
- 1942 země česká, Oberlandrat Hradec Králové, politický i soudní okres Nymburk[12]
- 1945 země česká, správní i soudní okres Nymburk[13]
- 1949 Pražský kraj, okres Nymburk[14]
- 1960 Středočeský kraj, okres Nymburk
- 2003 Středočeský kraj, okres Nymburk, obec s rozšířenou působností Nymburk

### Části obce
- Hronětice (včetně osady Šibice)
- Kostomlaty nad Labem
- Lány
- Rozkoš
- Vápensko

Od 1. ledna 1980 do 31. prosince 1992 k obci patřily i Kostomlátky.

### Obecní symboly
Znak a vlajka byly obci uděleny rozhodnutím předsedy Poslanecké sněmovny Parlamentu České republiky dne 9. prosince 2002.

## Doprava
Dopravní síť
- Pozemní komunikace – Obcí prochází silnice II/331 Poděbrady - Nymburk - Kostomlaty nad Labem - Lysá nad Labem.

- Železnice – Obec Kostomlaty nad Labem leží na železniční trati 231 Praha - Lysá nad Labem - Nymburk - Kolín. Je to dvoukolejná elektrizovaná celostátní trať, doprava byla v úseku Lysá nad Labem - Nymburk zahájena roku 1873.

Veřejná doprava 2011
- Autobusová doprava – V obci stavěly autobusové linky Nymburk-Kostomlaty nad Labem-Všejany (v pracovní dny 3 spoje) a Nymburk-Lysá nad Labem (v pracovní dny 4 spoje) (dopravce Okresní autobusová doprava Kolín, s. r. o.).

- Železniční doprava – Po trati 231 vede linka S2 (Praha - Nymburk - Kolín) v rámci pražského systému Esko. V železniční stanici Kostomlaty nad Labem v pracovních dnech zastavovalo 27 párů osobních vlaků, o víkendech 21 párů osobních vlaků. Rychlíky zde projížděly.

## Školství
V současné době se v obci nachází devítiletá základní škola a mateřská škola, která se rozkládá ve třech pavilonech. Škola byla otevřena roku 1983. Mateřská škola byla postavena roku 1978. K základní škole je připojena hala BIOS, která je využívána nejen dětmi, ale i širokou veřejností.

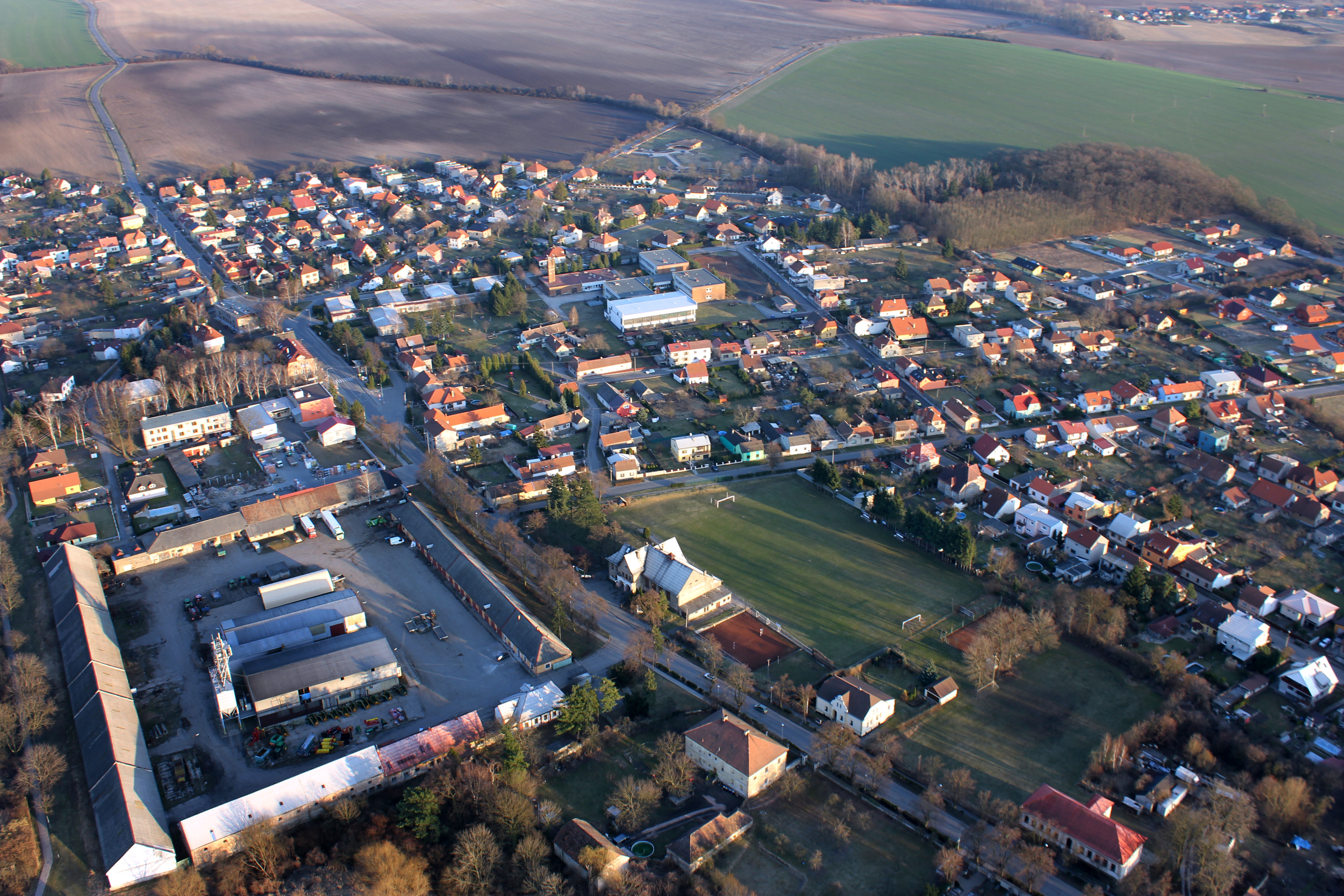
Letecký pohled na Kostomlaty nad Labem

## Pamětihodnosti
- Kostel svatého Bartoloměje
- Hrob první české lékařky Bohuslavy Keckové
- Pamětní deska Bohumila Hrabala (nádraží)
- Socha svatého Jana Nepomuckého

## Zajímavosti
Koncem války na nádraží v Kostomlatech nad Labem zastával funkci výpravčího bývalý student právnické fakulty a absolvent nymburské reálky Bohumil Hrabal. Své zážitky potom beletristicky zpracoval v novele Ostře sledované vlaky. Roku 2014 byla na místním nádraží odhalena pamětní deska tohoto spisovatele.
V Kostomlatech probíhala o sv. Jakubu slavnost "shazování kozla". Na zvonici se vynesl ověnčený kozel a po přečtení žertovného rozsudku byl shozen dolů. V kozlí krvi namočený šátek pak byl lidovým lékem proti růži. Když byl kozel přítomným řezníkem doražen, maso se rozdělilo muzikantům a začala taneční zábava.
Další kostomlatskou slavností bylo "stínání kohouta". Slavnost probíhala v úterý po posvícení a celé posvícení uzavírala. Kohout se před hospodou zakopal po hlavu do země a poté se mu hlavu snažili setnout mladíci se zavázanýma očima. Kterému se to podařilo, byl prohlášen králem.

## Fotogalerie

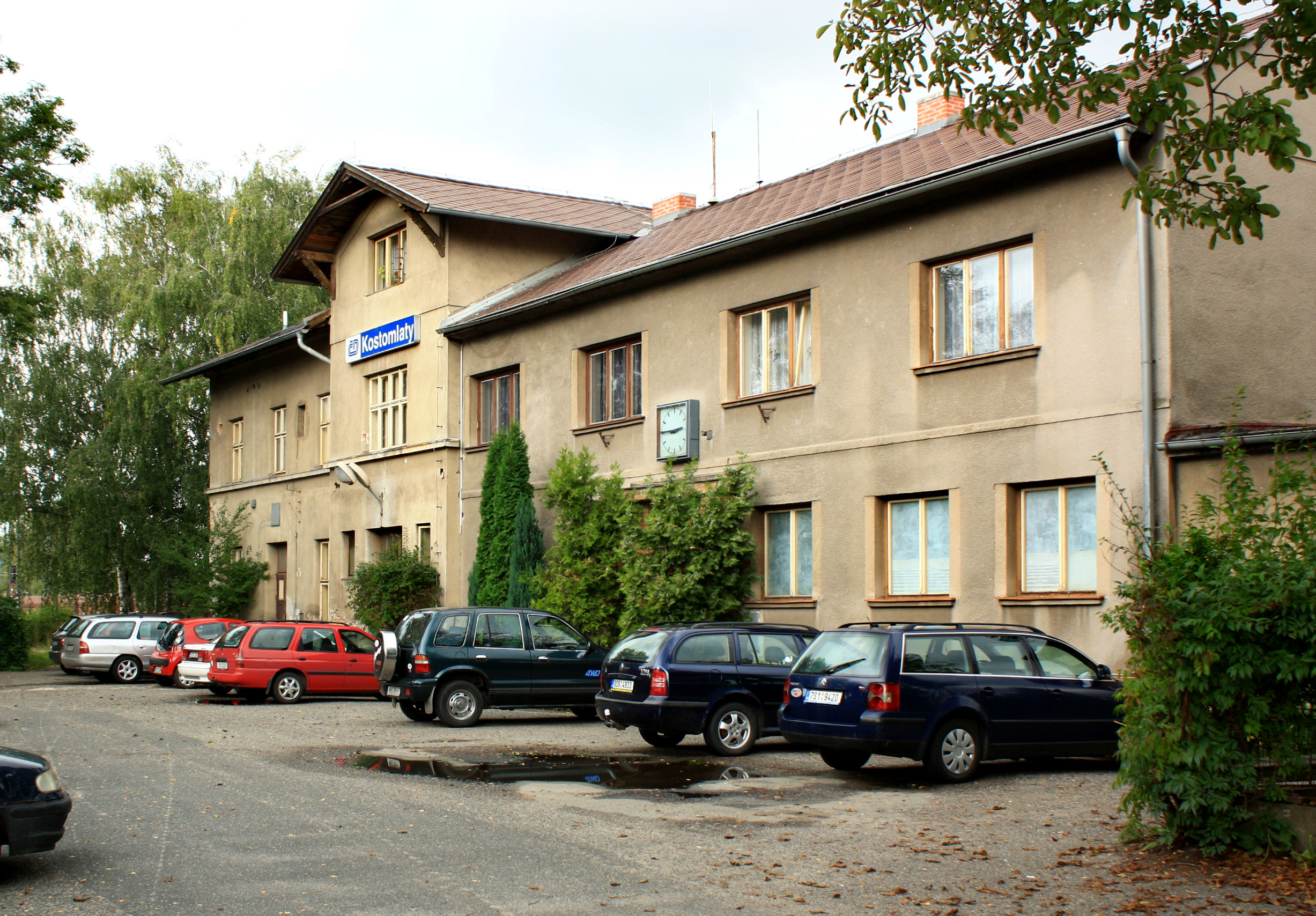
Nádraží, kde sloužil i Bohumil Hrabal
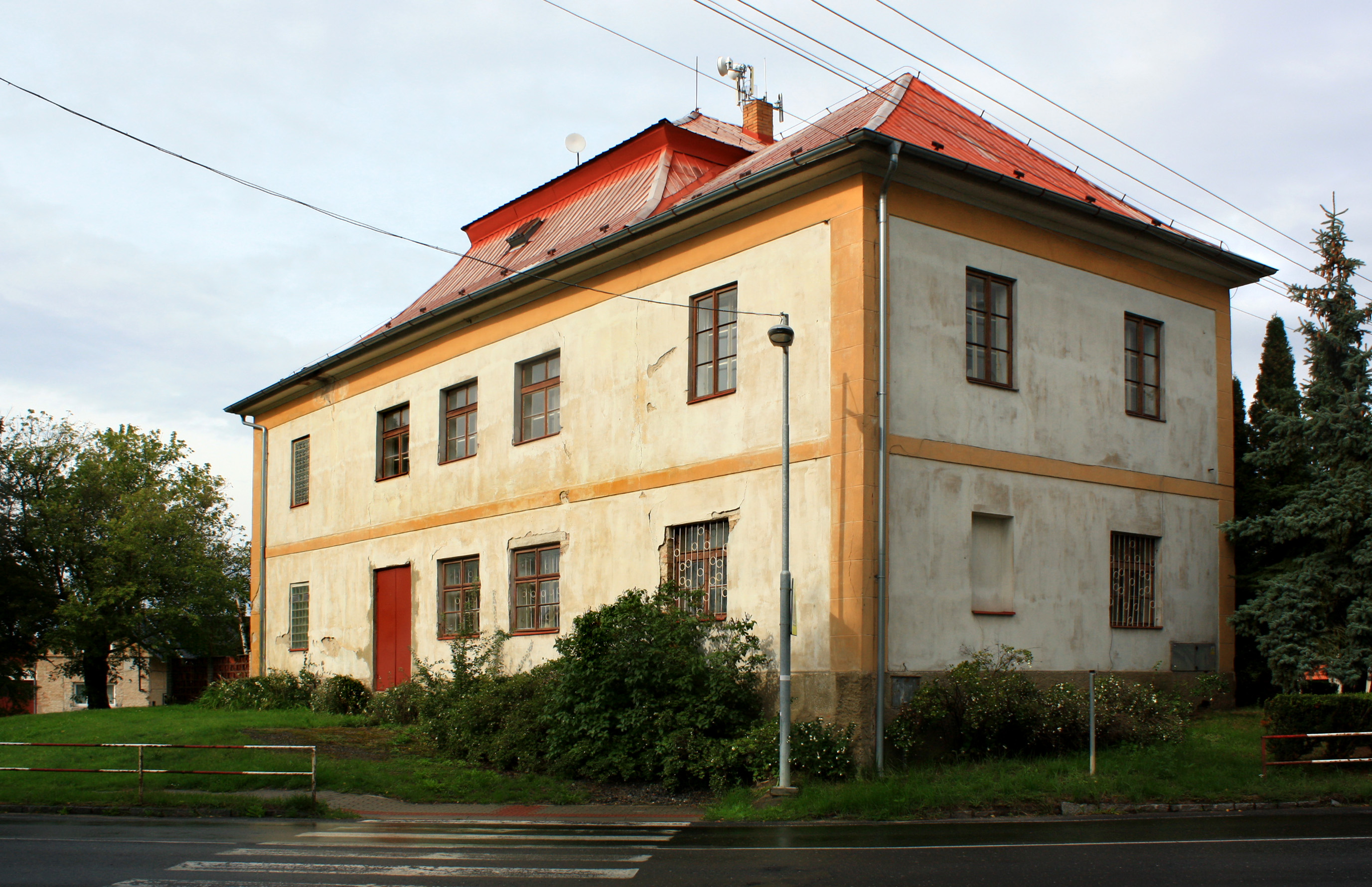
Bývalá škola
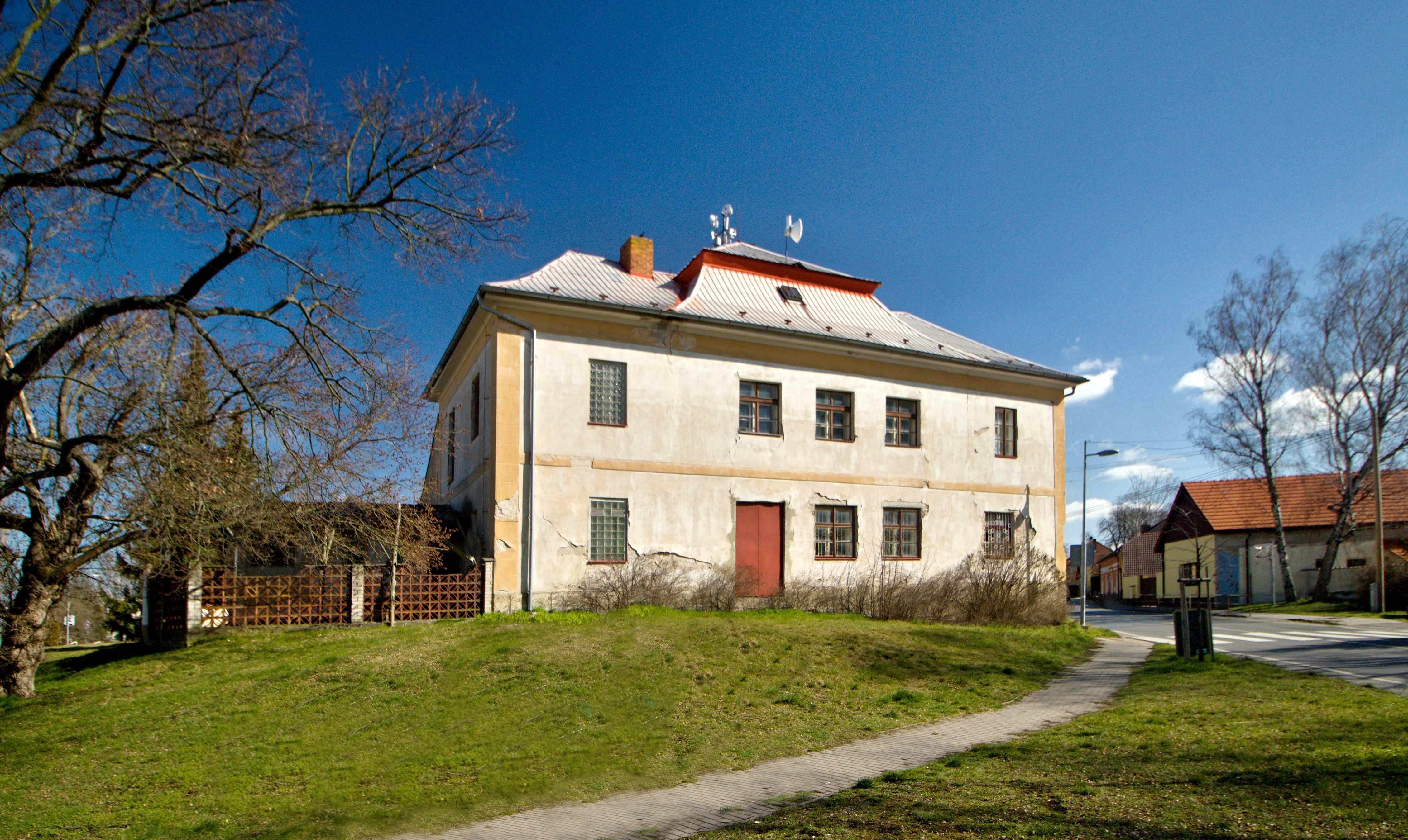
Bývalá škola
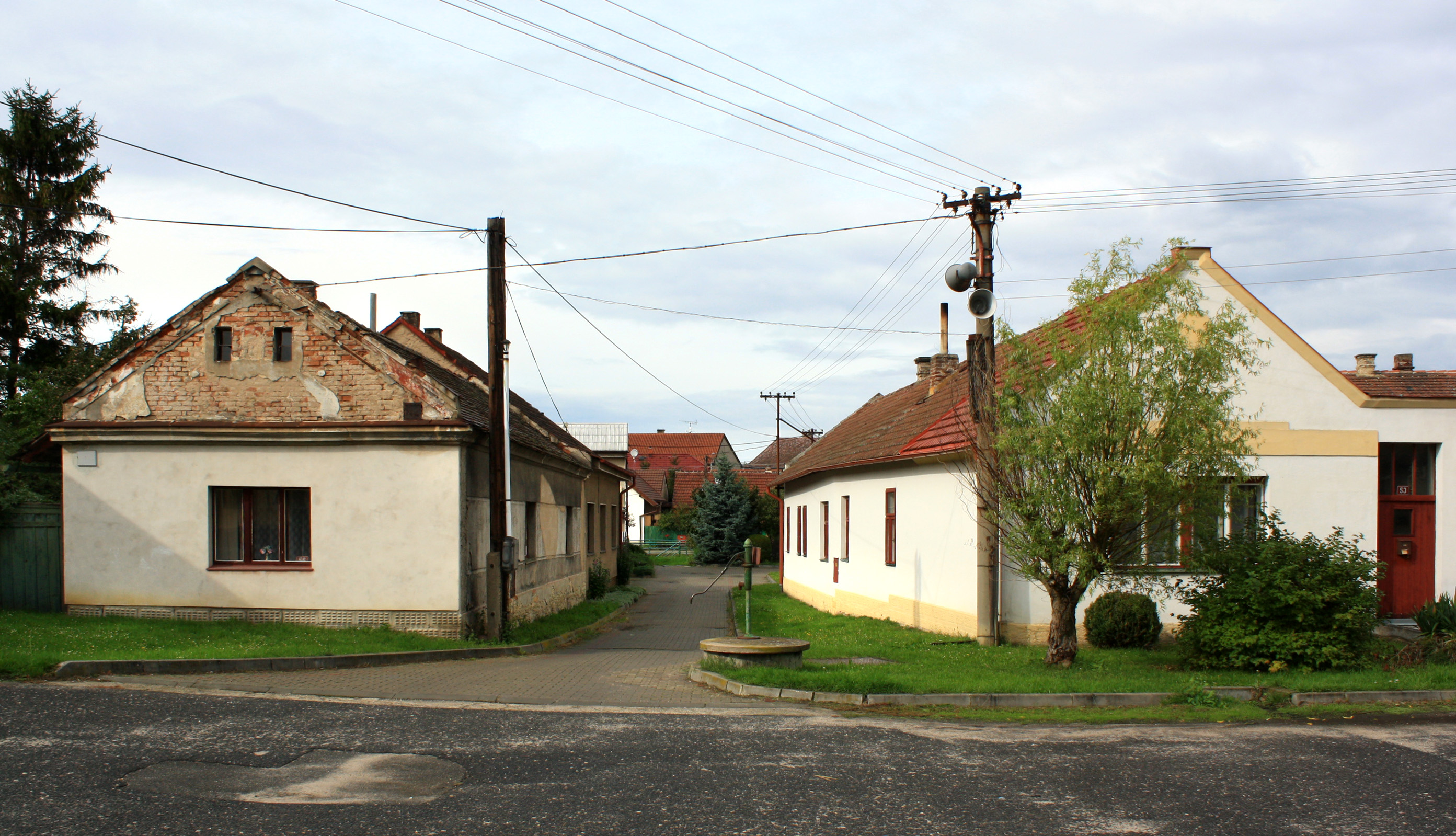
Ulice V Uličkách
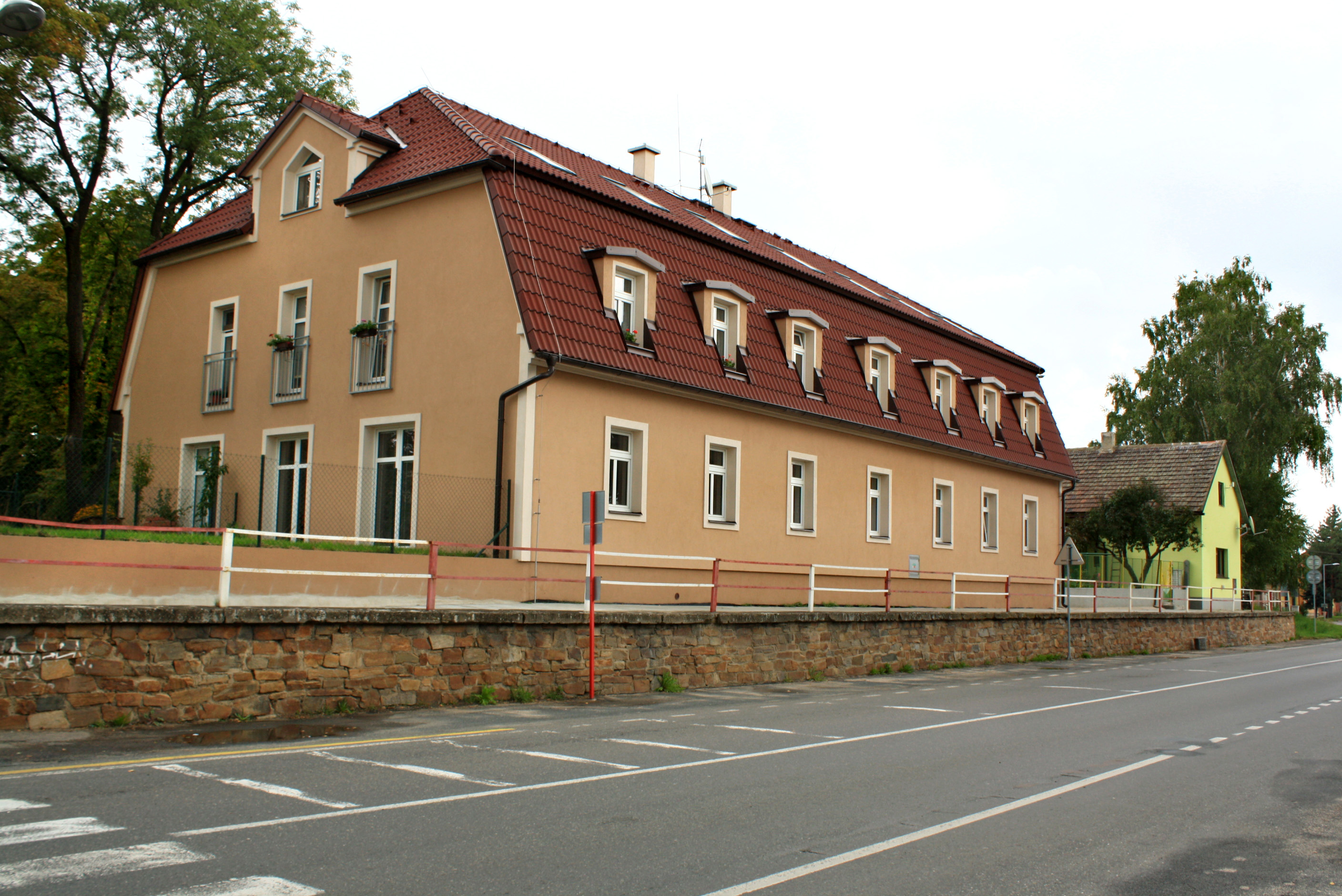
Novostavba u ulice 9. května